# Marek Kanievska
Marek Kanievska (ur. 30 listopada 1952 w Londynie) – brytyjski reżyser filmowy i telewizyjny.

## Filmografia

### Film
- The First Day (1980)
- Inny kraj (Another Country, 1984)
- Mniej niż zero (Less than Zero, 1987)
- Dla forsy (Where the Money Is, 2000)
- Podwójna gra (A Different Loyalty, 2004)

### Telewizja
- Matlock Police (1971–1976)
- Within These Walls (1976–1978)
- Hazell (1979)
- ITV Playhouse (1979)
- Thomas & Sarah (1979)
- Shoestring (1979–1980)
- Muck and Brass (1982)[1]

## Nominacje
- Festiwal Filmowy w Cannes, nominacja do nagrody Złota Palma za film Inny kraj (1984)
- Międzynarodowy Festiwal Filmowy w Moskwie, nominacja do nagrody Złoty Jerzy za film Podwójna gra (2004)